# 黎壽
黎壽（越南语：／，？—？（某年十一月三十日）），是越南后黎朝開國皇帝黎利的侄孫、第十五代皇帝黎英宗的曾祖。
黎壽是葵國公黎康的兒子，但其事蹟不詳，只知道和黎氏玉瑞生下黎維紹，其孫就是黎维邦。顺平八年（1556年），二十二岁的中宗黎暄驾崩，没有儿子。权臣郑检拥立黎除的後裔黎维邦做皇帝（英宗）。黎维邦追尊黎壽为昭顯崇靖純仁光業王（越南语：／），諡丕信，陵墓号美林陵；黎氏玉瑞為和睦慈顯獻端慈太妃，諡明淑。